# Glyder Fâch
Glyder Fâch är ett berg i Storbritannien.   Det ligger i kommunen Conwy och riksdelen Wales, i den södra delen av landet, 300 km nordväst om huvudstaden London. Toppen på Glyder Fâch är 994 meter över havet, eller 680 meter över den omgivande terrängen. Bredden vid basen är 11,8 km.
Terrängen runt Glyder Fâch är huvudsakligen kuperad.Runt Glyder Fâch är det ganska tätbefolkat, med 60 invånare per kvadratkilometer. Närmaste större samhälle är Bangor, 15,8 km nordväst om Glyder Fâch. Trakten runt Glyder Fâch består i huvudsak av gräsmarker.